# 大連国際マラソン

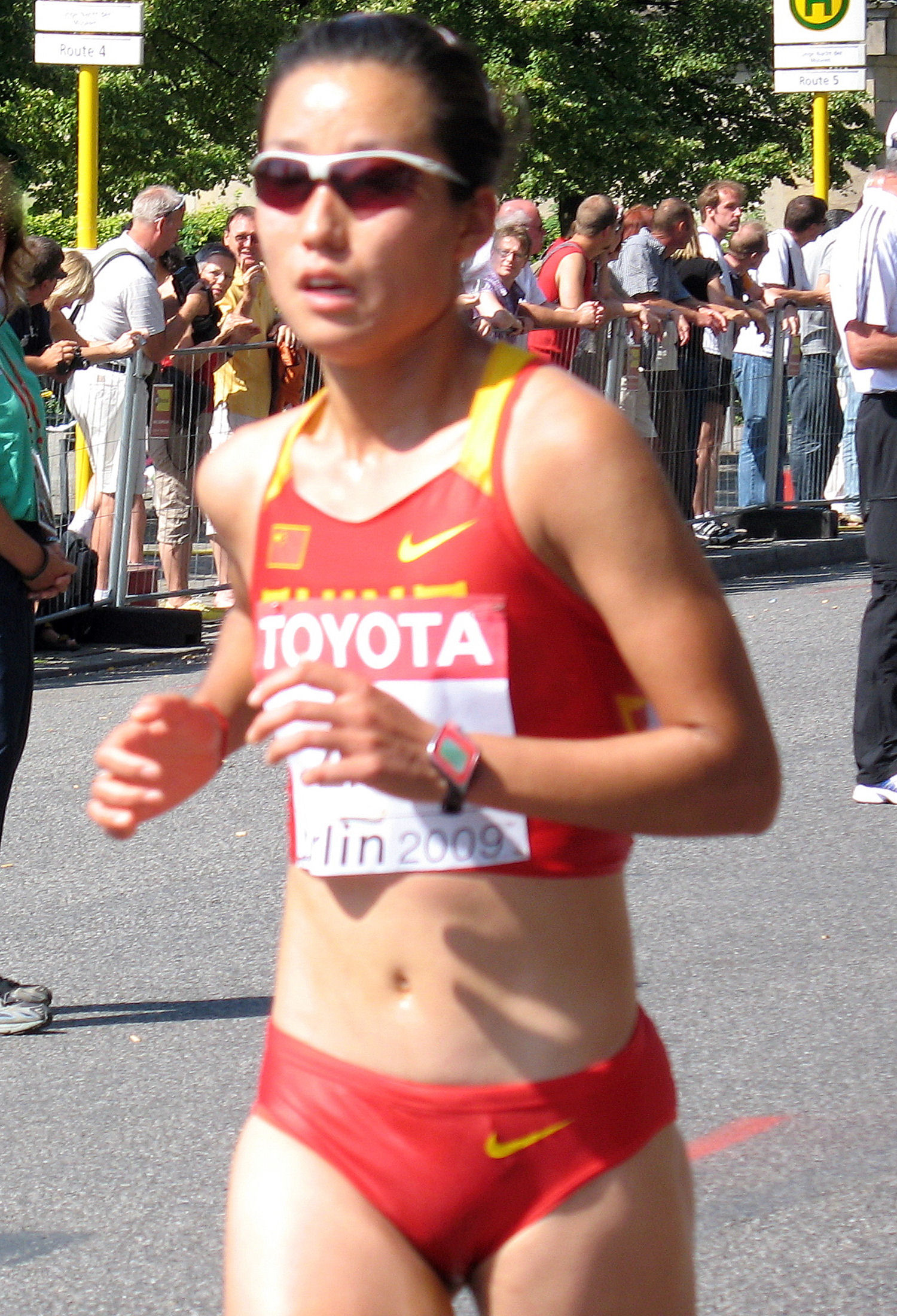
朱暁琳はこの大会女子で優勝三回（2009年ベルリンで撮影）。

大連国際マラソン（だいれんこくさいまらそん、中国語: 大连国际马拉松比赛＝大連国際マラソン大会）は中国遼寧省大連市で毎年5月に開かれるマラソン大会である。1987年から始まり、中国でも古く始まったマラソン大会のひとつである。 
以前は大連人民体育場を中心に市中心部で開催されて5km、10kmなどもあったが、その後は北郊外の開発区に移り、現在は市内の国際会議中心出発でマラソンのみが行われている。  中国陸上競技協会と大連市人民政府が主催で、日本のANA、YKKなどが協力している。 